# 温泉美人
温泉美人（おんせんびじん）は、BS-iで、2006年2月7日から同年5月2日（再放送）まで火曜24:30～25:00に放送していた温泉情報番組で、 ハイビジョン放送。
毎回2～3人のアイドルたちが、有名温泉地にて水着やタオルで温泉に入浴したり、豪華な料理の食事をしたりするもの。

## 出演者
（日付は初回、再放送の順）
- 第1回：2月7日、2月21日 伊豆長岡編PART1 鈴木茜、沼尻沙弥香、藤井梨花
- 第2回：2月28日、3月7日 伊豆長岡編PART2 鈴木茜、沼尻沙弥香、藤井梨花
- 第3回：3月14日、3月21日 伊香保編PART1 二宮歩美、水木彩
- 第4回：3月28日、4月4日 伊香保編PART2 二宮歩美、水木彩
- 第5回：4月11日、4月18日 稲取温泉 中村優、小林ユリ
- 第6回：4月25日、5月2日 堂ヶ島温泉 中村優、小林ユリ

## 関連サイト
- 温泉美人公式ページ